# Вишнёвка (Шарлыкский район)
Вишнёвка — поселок в Шарлыкском районе Оренбургской области в составе Преображенского сельсовета. 

## География
Находится на расстоянии примерно 25 километров на восток-юго-восток от районного центра села  Шарлык.

## Население
Население составляло 74 человек в 2002 году (русские 46%, чуваши 42%),  39 по переписи 2010 года.